# تهاني الهاشمي
تهاني الهاشمي هي كاتبة وروائية وسيدة أعمال إماراتية. صدر للهاشمي روايات «حب في الزحام»، و«جرف هار»، و«يا سلام»، و«ولا كلمة»، والمجموعة القصصية «تناقضات»، عن دائرة الثقافة بالشارقة 2018. وفي عام 2014، رُشحت رواية «جرف هار» للجائزة العالمية للرواية العربية (البوكر) (وهي أول إماراتية ترشح للجائزة)، وحققت الرواية نجاحاً في معارض الكتب العربية ومنها معرض جدة الدولي للكتاب، وتصدرت روايتها «يا سلام» في عام 2016، المبيعات بمعرض الكويت الدولي للكتاب. بالإضافة إلى ذلك، كانت روايتها «حب في الزحام» من بين الأكثر مبيعا في معرض الشارقة للكتاب سنة 2012،

## آراؤها
ترى الهاشمي أنه لا وجود لما يسمى «رواية نسوية»، ولا تحب لأعمالها أن تصنف في هذا الإطار. تقول عن ذلك: «أما ما يسمى بالرواية النسوية، فإني لا أؤمن نهائياً بهذه التسمية، لما فيها من تحيز لجنس دون الآخر، وفي الرواية نحن نعمل على تسليط الضوء على الحالة الإنسانية مُجملاً، فالعاطفة لا تُشير إلى الأنثى دون الذكر، ولا التفاصيل الدقيقة تفعل ذلك، إذن من أين جاءت هذه التسمية؟».
ترى الهاشمي أن الرواية تحتل مكانة مهمة في الوقت الراهن، عربيا وغربياً، "بفضل تطورها ومواكبتها الأسئلة الفكرية والاجتماعية”. وقالت عن ذلك: “أتوقع أن مكانتها ستزيد أكثر في المستقبل، في كل يوم نكتشف أن الرواية هي الجنس الإبداعي الأكثر شمولاً في مقاربة قضايانا المختلفة وهي أداة سهلة للتواصل بين الناس كما أنها تؤثر بقوة في متلقيها بخاصة إذا كان مبدعها حاذقاً ومرهفاً وجاداً”.

## النقد
ترى الدكتورة نزهة المأموني في كتابها «الرواية الإماراتية وسؤال التجربة النسوية» الصادر سنة 2015 أن تهاني الهاشمي «تميزت في رواية «حب في الزحام» بتصالح الأنا مع الذات، وهذا أمر إيجابي جعلها تحلل وتناقش العلاقات الاجتماعية بشكلها الطبيعي، في محاولة لإصلاح الذات، بدل الهجوم على الآخر، وجعله يتحمل مسؤولية الفشل».
في تحليل رضاب نهار لرواية الهاشمي بعنوان «يا سلام»، أشادت بما وصفته بـ«جرأة الهاشمي في جميع صفحاتها، وحتى في الموضوع الذي تتناوله».
في دراسة نقدية للناقد المصري عبد المقصود محمد، وصف مجموعتها القصصية «تناقضات» بأنها «مجموعة قصصية مكتوبة بذكاء ولم تخل قصة من عنصر المفاجأة في نهايتها»، ولاحظ عبد المقصود تراوح أسلوب السرد ما بين ضميري المتكلم والغائب، ورأى أن ذلك أصفى إحساسًا بالحميمية والمصداقية، كما أثنى على لغة العمل وإيقاعه.

## حياتها الشخصية
تعمل الهاشمي أيضًا في مجال إدارة الأعمال، ودرسته في إحدى الجامعات الأمريكية. تفضل الهاشمي قراءة الرواية، وتصف نفسها بالقارئة المنفتحة.

## أعمالها
- حب في الزحام: رواية، دار الفارابي، بيروت،[17] 2012.[18]

- جرف هار: رواية، مداد للنشر والتوزيع، دبي،[19] 2014.[20]

- تناقضات: مجموعة قصصية، دائرة الثقافة والإعلام، حكومة الشارقة، 2018.[21]

- يا سلام: رواية، مداد للنشر والتوزيع، دبي،[22] 2016.[23]
- ولا كلمة: رواية، مداد للنشر والتوزيع، 2017.[24]